# Chengdu Open 2016
Lo Chengdu Open 2016 è stato un torneo di tennis giocato sul cemento. È stata la prima edizione del torneo, che fa parte della categoria ATP Tour 250 nell'ambito dell'ATP World Tour 2016. Si è giocato al Sichuan International Tennis Center di Chengdu, in Cina, dal 26 settembre al 2 ottobre 2016.

## Partecipanti

### Teste di serie
| Nazionalità | Giocatore                    | Ranking* | Testa di serie |
| ----------- | ---------------------------- | -------- | -------------- |
| Austria     | Dominic Thiem                | 10       | 1              |
| Australia   | Nick Kyrgios                 | 15       | 2              |
| Bulgaria    | Grigor Dimitrov              | 21       | 3              |
| Spagna      | Feliciano López              | 26       | 4              |
| Spagna      | Albert Ramos Viñolas-Viñolas | 32       | 5              |
| Serbia      | Viktor Troicki               | 33       | 6              |
| Portogallo  | João Sousa                   | 34       | 7              |
| Italia      | Paolo Lorenzi                | 35       | 8              |

* Rankings al 19 settembre 2016.

### Altri partecipanti
I seguenti giocatori hanno ricevuto una wildcard per il tabellone principale:
- Casper Ruud
- Dominic Thiem
- Wu Di

Il seguente giocatore è entrato in tabellone con il ranking protetto:
- Juan Mónaco

I seguenti giocatori sono passati dalle qualificazioni:

- Michael Berrer
- Denis Kudla
- Hiroki Moriya
- Radek Štěpánek

## Campioni

### Singolare
Karen Khachanov ha sconfitto in finale  Albert Ramos Viñolas-Viñolas con il punteggio di 6(4)–7, 7–6(3), 6-3.
- È il primo titolo in carriera per Khachanov.

### Doppio
Raven Klaasen /  Rajeev Ram hanno sconfitto in finale  Pablo Carreño Busta /  Mariusz Fyrstenberg con il punteggio di 7–6(2), 7-5.